# Ткаченко, Григорий Васильевич
Григорий Васильевич Ткаченко (20 января 1915, Ростов-на-Дону, область Войска Донского — 1978) — советский борец вольного и классического стилей, чемпион и призёр чемпионатов СССР, Заслуженный мастер спорта СССР (1951). Тренер. Судья всесоюзной категории (1963). Занимался борьбой с 1934 года. Тренировался под руководством Михаила Гамбарова. Выступал в полусредней и средней весовых категориях (до 72 и до 79 кг). В 1939 году выполнил норматив мастера спорта СССР. 13 раз участвовал в чемпионатах страны.

## Спортивные результаты
- Чемпионат СССР по классической борьбе 1937 года — ;
- Чемпионат СССР по классической борьбе 1940 года — ;
- Чемпионат СССР по классической борьбе 1941 года — ;
- Чемпионат СССР по классической борьбе 1946 года — ;
- Чемпионат СССР по классической борьбе 1947 года — ;
- Чемпионат СССР по классической борьбе 1948 года — ;
- Чемпионат СССР по классической борьбе 1949 года — ;
- Чемпионат СССР по классической борьбе 1950 года — ;
- Чемпионат СССР по классической борьбе 1951 года — ;
- Чемпионат СССР по вольной борьбе 1948 года — ;

## Память
В Ростове-на-Дону по адресу улица Мечникова 75а установлена мемориальная доска в память о Григории Ткаченко.